# Himantura bleekeri
Himantura bleekeri är en rockeart som först beskrevs av Edward Blyth 1860.  Himantura bleekeri ingår i släktet Himantura och familjen spjutrockor. Inga underarter finns listade i Catalogue of Life.